# Fasciato
Fasciato è un termine utilizzato in araldica per indicare uno scudo coperto di sei fasce di smalti alternati. Per più o meno fasce, in numero pari: fasciato (4); fasciato (8).
Il fasciato è lo scudo diviso in un numero pari di zone, i cui colori si alternano. Nella blasonatura occorre specificare il numero delle zone (dette pezzi), salvo che siano 6, numero ammesso come normale.
Se i pezzi sono 10 o più, si preferisce il termine burellato.
Nel blasonare un fasciato si comincia dal colore del capo.

Fasciato
Fasciato di 4 pezzi
Burellato o fasciato di 10 pezzi

## Esempi

Fasciato d'oro e di nero (famiglia Gonzaga)
Fasciato d'oro e d'azzurro, seminato di gigli dell'uno nell'altro (Beaugency, Francia)
Fasciato d'argento e di rosso di otto pezzi (Frebécourt, Francia)